# ジム・トンプスン (小説家)
“ジム”ジェームズ・マイヤーズ・トンプスン（James Meyers "Jim" Thompson, 1906年9月27日 - 1977年4月7日）は、アメリカ合衆国の小説家、推理作家、脚本家。
評論家のジェフリー・オブライエンにより「安物雑貨店（ダイムストア）のドストエフスキー」と評された。

## 経歴
オクラホマ州出身。1920年、14歳の時に最初の作品となるフィクションを雑誌True Detectiveへ投稿。ネブラスカ大学を卒業後、石油パイプラインや新聞社などで働く。1940年代以降、ペーパーバック向けの通俗小説を執筆するようになった。
スタンリー・キューブリック監督の映画、『現金に体を張れ』と『突撃』に脚本家として参加。テレビドラマ『鬼警部アイアンサイド』のノベライゼーションも手掛けている。
晩年の1975年、レイモンド・チャンドラー原作の映画『さらば愛しき女よ』（ディック・リチャーズ監督）に老資産家の役で出演している。
トンプスン死後の2000年には同じオクラホマ出身の黒人作家ラルフ・エリソンの名を冠したラルフ・エリソン賞が贈られており、彼の代理で長女が受け取った。黒人犯罪者という当時のタブーに触れ、内面を高度に描写した1972年の作品Child Of Rageがきっかけと言われている。

## 人物
現在では暗黒小説の巨匠として高い評価を得ているものの、生前はあまり評価されず、全盛期に契約していた出版社Lion Booksに、彼あてのファンレターが来ることはついに一度も無かった。また、彼の葬儀にはほとんど誰も出席しなかったという。遺灰は飛行機で大西洋に撒かれた。
トンプスンは一般的な読者層の期待をなかば無視した異端の小説を書き続けたが、妻に ｢私は死んでから約10年後には有名になっているだろう｣ と言い、作品の原稿を保管しておいてくれと言い残している。1990年の『グリフターズ』他2本など作品の映画化が相次いだ。

## その他
- 英『タイムズ』紙は偉大なミステリー小説家50人の14位にジム・トンプスンをランク付けした[2]。

## 作品と日本語訳書
- "Now and On Earth"（1942年）
- "Heed the Thunder (別名 Sins of the Fathers)"（1946年）
『雷鳴に気をつけろ』（真崎義博訳、文遊社）2020.9 ISBN 978-4-89257-148-0
- "Nothing More Than Murder"（1949年）
『取るに足りない殺人』（三川基好訳、扶桑社）2003.9 ISBN 978-4594042073
- "The Killer Inside Me"（1952年）
『内なる殺人者』（村田勝彦訳、河出文庫）1990 ISBN 978-4309460796
河出書房新社で新装再刊。2001.2 ISBN 978-4309203478
『おれの中の殺し屋』（三川基好訳、扶桑社ミステリー文庫）2005 ISBN 978-4594049621
- "Cropper's Cabin"（1952年）
『綿畑の小屋』（小林宏明訳、文遊社）2018.10 ISBN 978-4-89257-145-9
- "Recoil"（1953年）
『反撥』（黒原敏行訳、文遊社）2022.10 ISBN 978-4-89257-161-9
- "The Alcoholics"（1953年）
『ドクター・マーフィー』（高山真由美訳、文遊社）2017.11 ISBN 978-4-89257-142-8
- "Savage Night"（1953年）
『サヴェッジ・ナイト』（門倉洸太郎訳、翔泳社）1999 ISBN 978-4881357309
『残酷な夜』（三川基好訳、扶桑社）2000 ISBN 978-4594028961
扶桑社ミステリー文庫。2007.5 ISBN 978-4594053574
- "Bad Boy"（1953年）
『バッドボーイ』（土屋晃訳、文遊社）2019.7 ISBN 978-4-89257-147-3
※自伝的小説
- "The Criminal"（1953年）
『犯罪者』（黒原敏行訳、文遊社）2018.8 ISBN 978-4-89257-144-2
- "The Golden Gizmo (別名 The Golden Sinner)"（1954年）
『ゴールデン・ギズモ』（森田義信訳、文遊社）2023.8 ISBN 978-4-89257-162-6
- "Roughneck"（1954年）
『漂泊者』（土屋晃訳、文遊社）2021.3 ISBN 978-4-89257-149-7
※自伝的小説『バッドボーイ』の続編
- "A Swell-Looking Babe"（1954年）
『深夜のベルボーイ』（三川基好訳、扶桑社）2003.3 ISBN 978-4594039318
- "A Hell of a Woman"（1954年） 
『死ぬほどいい女』（三川基好訳、扶桑社）2002.3 ISBN 978-4594034665
『セリ・ノワール』として1978年にフランスで映画化。
- "The Nothing Man"（1954年）
『失われた男』（三川基好訳、扶桑社ミステリー文庫）2006.6 ISBN 978-4594051853
- "After Dark, My Sweet"（1955年）
『アフター・ダーク』（三川基好訳、扶桑社）2001.10 ISBN 978-4594033026
- "The Kill-Off"（1957年）
『殺意』（田村義進訳、文遊社）2018.3 ISBN 978-4-89257-143-5
- "Wild Town"（1957年）
『荒涼の町』（三川基好訳、扶桑社）2007.3 ISBN 978-4594053420
- "Lunatic at Large"（1958年）[3]
- "The Getaway"（1959年）
『ゲッタウェイ』（高見浩訳、角川文庫）1994 ISBN 978-4042350019
映画『ゲッタウェイ』原作。
- "The Transgressors"（1961年）
『脱落者』（田村義進訳、文遊社）2019.3 ISBN 978-4-89257-146-6
- "The Grifters"（1963年）
『グリフターズ』（黒丸尚訳、扶桑社ミステリー文庫）新版2006.7 ISBN 978-4594051969
映画『グリフターズ/詐欺師たち』原作。
- "Pop. 1280"（1964年）
『ポップ1280』（三川基好訳、扶桑社ミステリー文庫）新版2019.8 ISBN 978-4594082697
- "Texas By the Tail"（1965年）
『テキサスのふたり』（田村義進訳、文遊社）2022.6 ISBN 978-4-892571602
- "South of Heaven"（1967年）
『天国の南』（小林宏明訳、文遊社）2017.8 ISBN 978-4-89257-141-1
- "Ironside"（1967年）
『鬼警部アイアンサイド』（尾之上浩司訳、ハヤカワ・ポケット・ミステリ）2005.5 ISBN 978-4150017705
- "The Undefeated"（1969年）
- "Child of Rage"（1972年）
- "King Blood"（1973年）
- "Fireworks: The Lost Writings of Jim Thompson"（※題名となったFireworksを含め、短編や未完の作品などを一冊の本にして1988年に発表。1996年にマイケル・オブロヴィッツ監督が映画化。）
『この世界、そして花火』（三川基好訳、扶桑社ミステリー文庫）2009
- "The Rip-Off"（※死後に発見された作品。アメリカでは1989年に発表。）